# Asplenium discrepans
Asplenium discrepans är en svartbräkenväxtart som beskrevs av Eduard Rosenstock. Asplenium discrepans ingår i släktet Asplenium och familjen Aspleniaceae. Inga underarter finns listade.